# Alternatywa na rzecz Bułgarskiego Odrodzenia

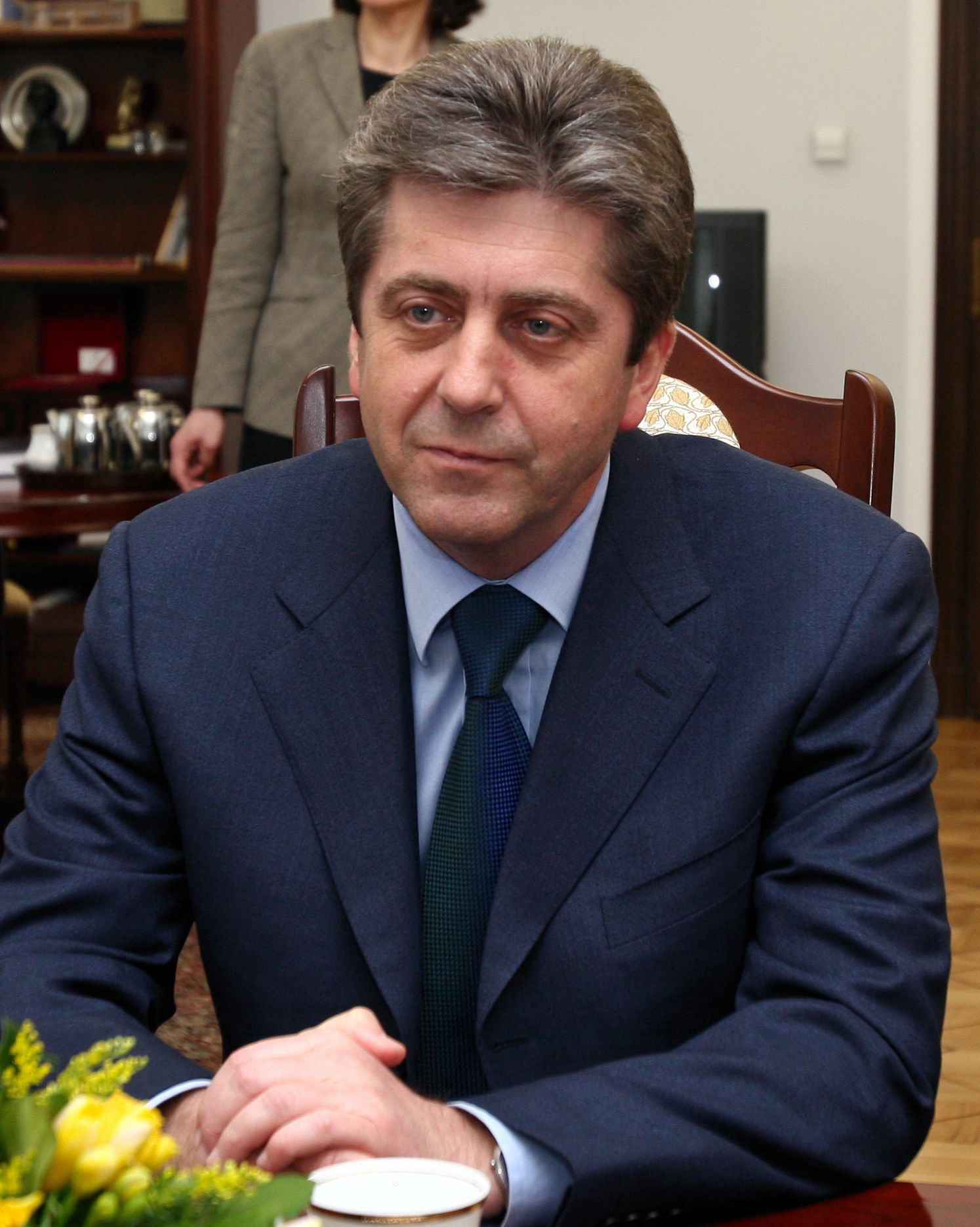
Georgi Pyrwanow

Alternatywa na rzecz Bułgarskiego Odrodzenia (bułg. Алтернатива за българско възраждане, ABW) – bułgarska lewicowa partia polityczna.

## Historia
Ugrupowanie powstało w listopadzie 2010 jako ruch polityczny z inicjatywy urzędującego socjalistycznego prezydenta Georgiego Pyrwanowa. Nie przejawiał większej aktywności przez kilka lat, jego lider w 2014 zdecydował się jednak na wystawienie odrębnej od BSP listy w wyborach europejskich z Iwajło Kałfinem na czele. W konsekwencji Georgi Pyrwanow i Iwajło Kałfin zostali wykluczeni z Bułgarskiej Partii Socjalistycznej. Alternatywa na rzecz Bułgarskiego Odrodzenia w głosowaniu z maja 2014 otrzymała około 4,0% głosów, nie wprowadzając żadnych eurodeputowanych. W czerwcu tego samego roku ABW została przekształcona w partię polityczną.
W październiku 2014 koalicja skupiona wokół ABW (obejmująca również małe lewicowe ugrupowania) i sygnowana jej nazwą w przedterminowych wyborach krajowych uzyskała około 4,1% głosów i 11 mandatów w Zgromadzeniu Narodowym 43. kadencji. Alternatywa na rzecz Bułgarskiego Odrodzenia wsparła następnie koalicję rządową partii GERB i Bloku Reformatorskiego, uzyskując w gabinecie Bojka Borisowa stanowisko wicepremiera. W maju 2016 ugrupowanie odeszło z koalicji rządowej.
W styczniu 2017 nowym przewodniczącym partii został Konstantin Prodanow. W przedterminowych wyborach z marca 2017 ABW w koalicji z partią Ruch 21 otrzymała około 1,6% głosów, nie przekraczając tym samym wyborczego progu. W maju 2018 na czele partii stanął Rumen Petkow. W wyborach w kwietniu 2021 listę ugrupowania poparło 0,5% głosujących.
W kolejnych wyborach z lipca 2021 partia startowała w ramach listy skupionej wokół socjalistów, wprowadzając swojego przedstawiciela do Zgromadzenia Narodowego 46. kadencji. Swojego przedstawiciela ABW wprowadziła również do parlamentu w wyniku wyborów z listopada 2021.